# Вирус некротического пожелтения жилок свёклы
Ви́рус некроти́ческого пожелте́ния жи́лок свёклы (англ. Beet necrotic yellow vein virus, BNYVV) — вид фитовирусов из рода Benyvirus. Вызывает заболевание сахарной свёклы — ризоманию (от др.-греч. ῥίζα — корень и μανία — безумие).

## Заболевание
Заражение растения вызывает развитие массы тонких корешков, приводит к уменьшению стержневого корня и снижению содержания сахара. Зараженные растения в меньшей степени способны принимать воду и склонны к преждевременному увяданию ещё в благоприятный для роста период. Если инфекция распространяется на всё растение, на листьях появляются желтые пятна, развивается некроз частей растения, что послужило для выбора названия вируса.

## Переносчик
Вирус передаётся протистами из отряда плазмодиофоровых — Polymyxa betae, по одной из ранних гипотез патогенеза возбудителем ризомании рассматривались именно они.
Polymyxa betae обладают высокостойкими спорами, которые могут сохраняться в почве более двух десятилетий. Вирус может длительно находиться в спорах и попадает в растение, только когда появляются подвижные зооспоры Polymyxa betae.